# Condylostylus similis
Condylostylus similis är en tvåvingeart som först beskrevs av Aldrich 1901.  Condylostylus similis ingår i släktet Condylostylus och familjen styltflugor.
Artens utbredningsområde är Texas. Inga underarter finns listade i Catalogue of Life.